# Голямо депресивно разстройство
Голямото депресивно разстройство (ГДР) е психическо или душевно разстройство, свързано с дълготрайно чувство на тъга или отчаяние. Известно е още като рекурентно депресивно разстройство, клинична депресия, униполарна депресия или униполарно разстройство; голяма депресия. В своята същност това е психично разстройство, характеризиращо се с всеобхватно потиснато настроение, придружено с ниска самооценка и загуба на интерес или удоволствие от дейности, които нормално иначе носят удовлетворение и радост.
Голямото депресивно разстройство засяга приблизително 216 милиона души (3% от световното население) през 2015 г. Съотношението на хората, които са засегнати от разстройството в даден етап от живота си, варира от 7% в Япония до 21% във Франция. Като цяло, нивата му са по-високи в развитите страни (15%), отколкото в развиващите се страни (11%). Най-често възниква през 20-те или 30-те години на човек, като по принцип жените страдат двойно по-често от мъжете. Около 2 – 8% от възрастните с голямо депресивно разстройство умират от самоубийство.

## Причини
Причините биват биологични, психологични (емоционални склонности), социални, злоупотреба с алкохол и други субстанции. Причини, фактори и свързани състояния:
- Настъпило негативно събитие – загуба на близък човек, травма, развод, болестно състояние.
- Социални или психологически фактори, стрес, нужда от промяна в начина на живот.
- Физиологични фактори – ниски нива на невротрансмитери, хормонален дисбаланс.
- Медикаментозна зависимост, злоупотреба.
- Генетично предразположение.

### Социални
Бедността или социалната изолация са асоциирани с увеличен риск от психически проблеми. Например кварталното социално разстройство (в квартали с голяма концентрирана бедност, криминалност или продажба на наркотици) може да е рисков фактор за ГДР, като в същото време квартали с по-добър социо-икономически показател и с повече удобства имат положително влияние.
Различните типове тормоз – например тормоз върху деца, психически тормоз, сексуален тормоз са също асоциирани като увеличаващи риска от развитието на депресивно разстройство в по-късна фаза.
При наличието на стресиращи събития и необходимостта от социална подкрепа, при липсата ѝ това може да доведе до депресия.